# Liste der Biografien/Dm
Liste der Biografien |
Portal Biografien |
Personensuche
# |
A |
B |
C |
D |
E |
F |
G |
H |
I |
J |
K |
L |
M |
N |
O |
P |
Q |
R |
S |
T |
U |
V |
W |
X |
Y |
Z |
?
 
Da |
Db |
Dc |
Dd |
De |
Dg |
Dh |
Di |
Dj |
Dk |
Dl |
Dm |
Dn |
Do |
Dq |
Dr |
Ds |
Du |
Dv |
Dw |
Dy |
Dz
Die Liste der Biografien führt alle Personen auf, die in der deutschsprachigen Wikipedia einen Artikel haben. Dieses ist eine Teilliste mit 82 Einträgen von Personen, deren Namen mit den Buchstaben „Dm“ beginnt.

## Dm

### Dma
- D’Macho, Francesco (* 1978), italienischer Pornodarsteller, Regisseur und Filmproduzent

### Dme
- D’Mello, Leo (1903–1987), indischer Geistlicher, römisch-katholischer Bischof von Ajmer und Jaipur
- D’Mello, Raymond (1907–1971), indischer Geistlicher, römisch-katholischer Bischof von Allahabad
- D’Mello, William Leonard (1931–2011), indischer Geistlicher, römisch-katholischer Bischof von Karwar

### Dmi
- D’Mile (* 1985), US-amerikanischer Musikproduzent und Songwriter
- Dmitar Zvonimir († 1089), König von Kroatien (1075–1089)
- Dmitr Sawiditsch († 1118), Statthalter von Nowgorod (1117–1118)
- Dmitrenko, Wiktor (* 1991), kasachischer Fußballspieler
- Dmitrewski, Iwan Afanassjewitsch (1734–1821), russischer Schauspieler, Übersetzer, Dramatiker und Theaterlehrer
- Dmitri (1923–2011), US-amerikanischer Geistlicher und orthodoxer Bischof
- Dmitri Donskoi (1350–1389), Großfürst von Moskau (1359–1389)Dmitri Donskoi (1350–1389)

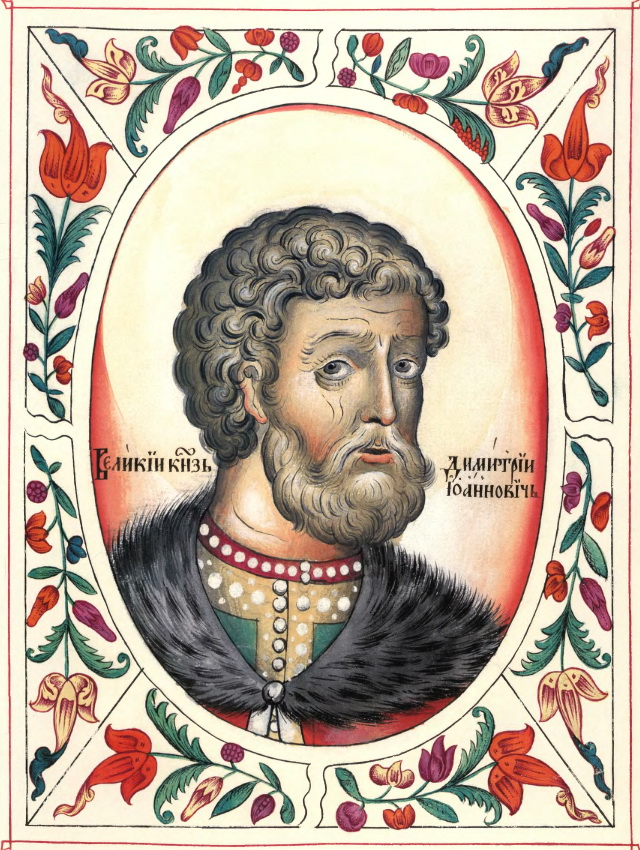
Dmitri Donskoi (1350–1389)

- Dmitri I. von Perejaslawl († 1294), russischer Großfürst
- Dmitri II. von Twer (1299–1326), russischer Großfürst von Wladimir
- Dmitri Iwanowitsch (* 1582), russischer Zarewitsch, letzter Rurikide
- Dmitri Iwanowitsch der Enkel (1483–1509), Moskauer Großfürst und Thronfolger, Rurikide
- Dmitri von Susdal (1324–1383), Prinz von Susdal und Nischni Nowgorod
- Dmitri, Falscher († 1606), russischer Zar (1605–1606)Falscher Dmitri († 1606)

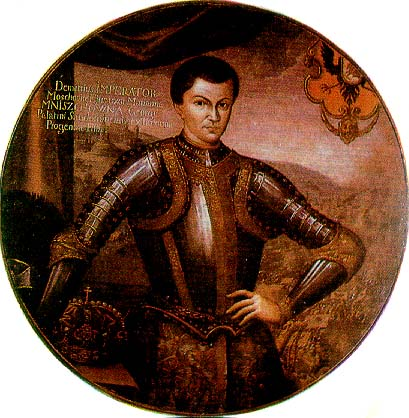
Falscher Dmitri († 1606)

- Dmitrieff, Elisabeth (1851–1918), russische Sozialistin und Feministin
- Dmitriev, Alexej (* 1985), deutscher Eishockeyspieler
- Dmitrijev, Aleksandr (* 1982), estnischer Fußballspieler
- Dmitrijev, Sergej (* 1959), litauischer Politiker, Mitglied des Seimas
- Dmitrijeva, Larisa (* 1950), litauische Politikerin
- Dmitrijew, Artur Walerjewitsch (* 1968), russischer Eiskunstläufer
- Dmitrijew, Denis Sergejewitsch (* 1986), russischer Bahnradsportler
- Dmitrijew, Dmitri Georgijewitsch (* 1956), sowjetischer Langstreckenläufer
- Dmitrijew, Fjodor Michailowitsch (1829–1894), russischer Jurist und Hochschullehrer
- Dmitrijew, Georgi Petrowitsch (1942–2016), sowjetischer bzw. russischer Komponist
- Dmitrijew, Igor, kasachischer Badmintonspieler
- Dmitrijew, Igor Borissowitsch (1927–2008), russischer Film- und Theaterschauspieler
- Dmitrijew, Igor Jefimowitsch (1941–1997), russischer Eishockeyspieler und -trainer
- Dmitrijew, Iwan Iwanowitsch (1760–1837), russischer Staatsmann und Poet
- Dmitrijew, Juri Alexejewitsch (* 1956), russischer Menschenrechtler
- Dmitrijew, Kirill Alexandrowitsch (* 1975), russischer ManagerKirill Alexandrowitsch Dmitrijew (* 1975)

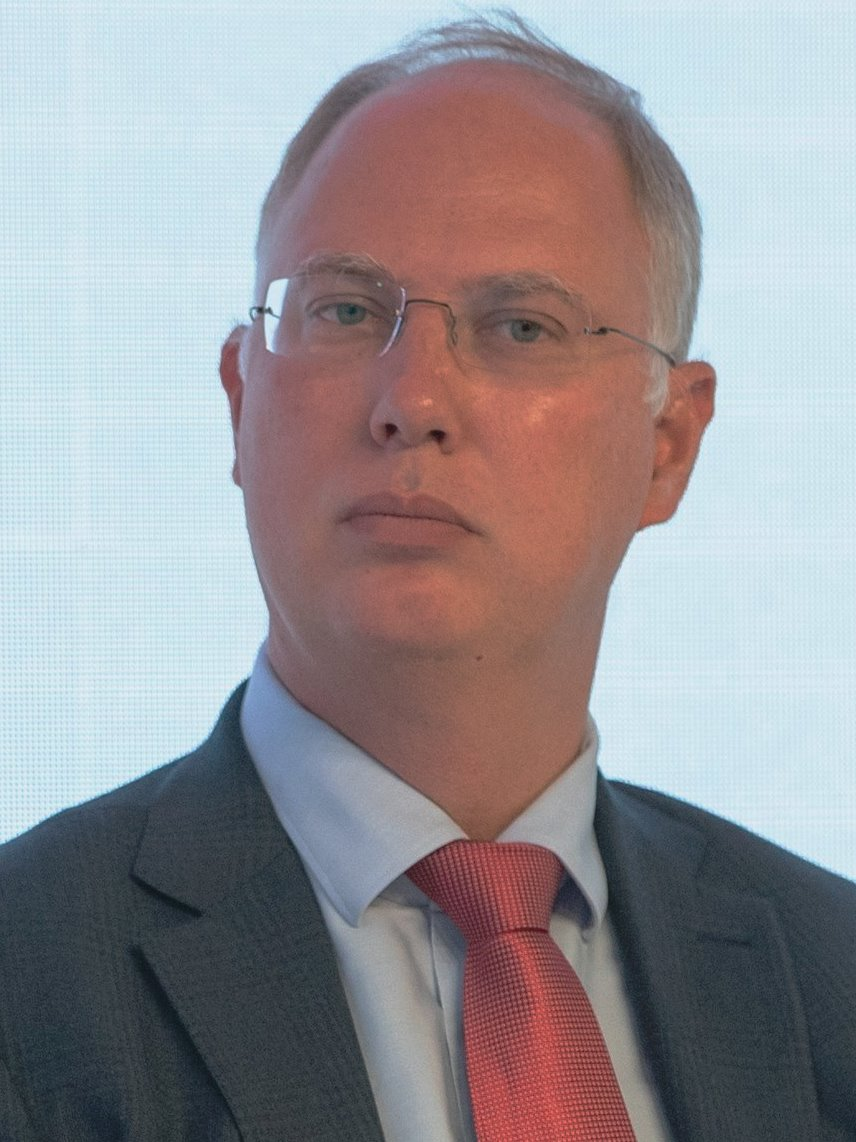
Kirill Alexandrowitsch Dmitrijew (* 1975)

- Dmitrijew, Maxim Petrowitsch (1858–1948), russischer Fotograf
- Dmitrijew, Oleg Sergejewitsch (* 1995), russischer Fußballspieler
- Dmitrijew, Oleg Wladimirowitsch (* 1973), russischer Fußballspieler
- Dmitrijew, Roman Michailowitsch (1949–2010), sowjetischer Ringer
- Dmitrijew, Sergei Igorewitsch (1964–2022), russischer Fußballspieler und -trainer
- Dmitrijew, Waleri (* 1984), kasachischer Radrennfahrer
- Dmitrijew, Wladimir Karpowitsch (1868–1913), russischer Ökonom, der mit der Anwendung mathematischer Methoden hervorgetreten ist
- Dmitrijew, Wladimir Wladimirowitsch (* 1957), russischer Physiker
- Dmitrijew-Mamonow, Alexander Matwejewitsch (1758–1803), Liebhaber Katharinas II. von Russland (1786–1789)
- Dmitrijew-Mamonow, Matwei Alexandrowitsch (1790–1863), russischer Staatsmann und Literat
- Dmitrijew-Orenburgski, Nikolai Dmitrijewitsch (1837–1898), russischer Maler
- Dmitrijewa, Darja Andrejewna (* 1993), russische rhythmische Sportgymnastin
- Dmitrijewa, Darja Jewgenjewna (* 1995), russische Handballspielerin
- Dmitrijewa, Jelena Wiktorowna (* 1983), russische Handballspielerin
- Dmitrijewa, Olga Alexejewna (* 1981), russische Triathletin
- Dmitrijewa, Oxana Genrichowna (* 1958), russische Ökonomin, Hochschullehrerin und Politikerin
- Dmitrijewa, Sofia Wladimirowna (* 1994), russische Tennisspielerin
- Dmitrijewa, Tatjana Borissowna (1951–2010), russische Politikerin, Medizinerin und Psychiaterin
- Dmitrijewa, Walerija Dmitrijewna (* 1992), russische Schauspielerin
- Dmitrik, Alexei Wladimirowitsch (* 1984), russischer Leichtathlet
- Dmitritschenko, Jekaterina (* 2001), kasachische Tennisspielerin
- Dmitroca, Zbigniew (* 1962), polnischer Lyriker, Märchenpoet, Übersetzer, Satiriker und Dramatiker
- Dmitrović, Filip (* 1995), serbischer Fußballspieler
- Dmitrović, Marko (* 1992), serbischer Fußballspieler
- Dmitrulin, Jurij (* 1975), ukrainischer Fußballspieler

### Dmo
- Dmoch-Schweren, Brigitte (* 1956), deutsche Politikerin (SPD), MdL
- Dmochowski, Franciszek Ksawery (1762–1808), polnischer Schriftsteller und Übersetzer
- Dmochowski, Mariusz (1930–1992), polnischer Schauspieler und Regisseur
- Dmowska-Andrzejuk, Danuta (* 1982), polnische Degenfechterin
- Dmowski, Roman (1864–1939), polnischer Politiker

### Dmx
- DMX (1970–2021), US-amerikanischer RapperDMX (1970–2021)

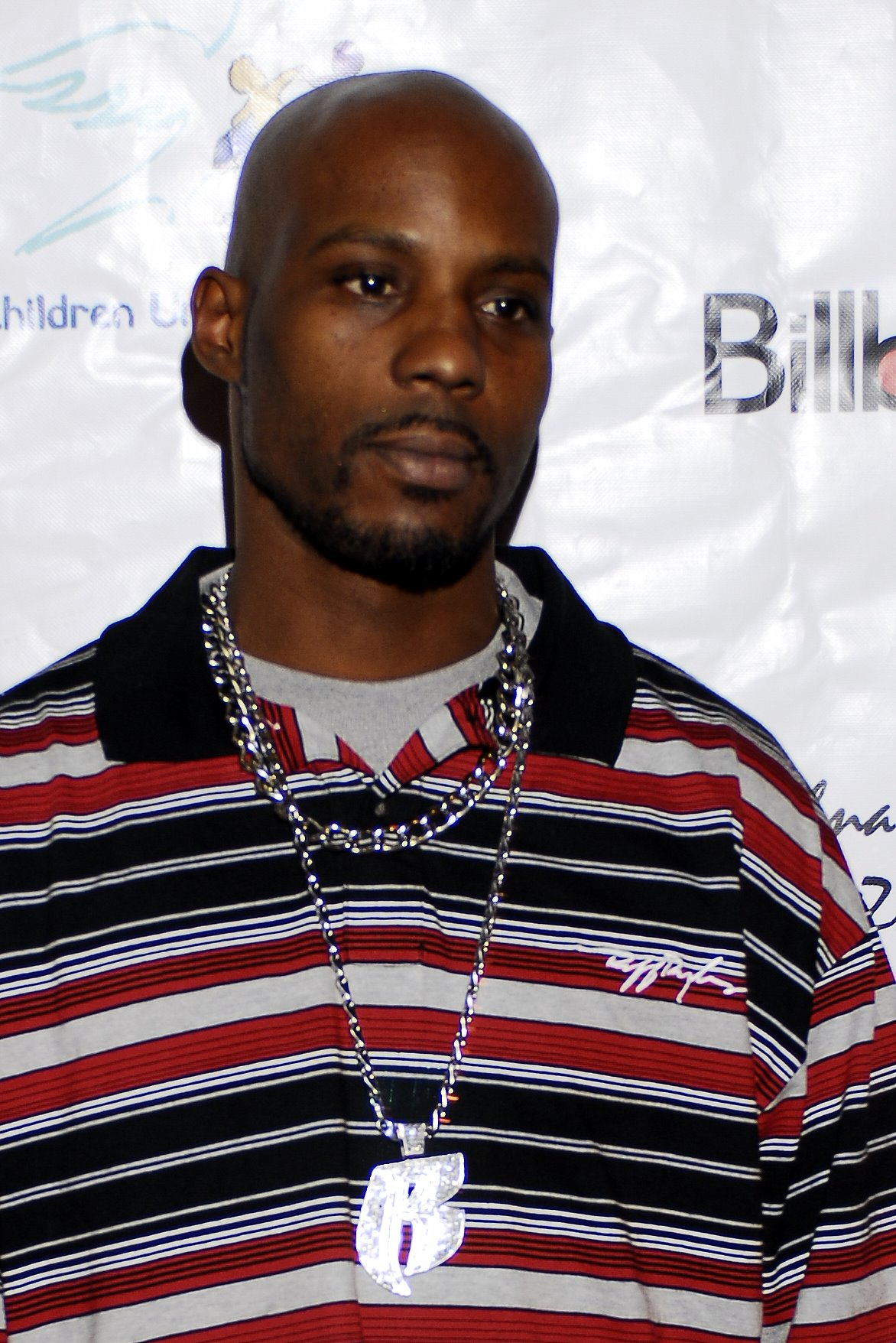
DMX (1970–2021)

- DMX Krew, britischer Musiker

### Dmy
- Dmyterko, Hanna (1893–1981), ukrainische Unteroffizierin und Pädagogin
- Dmyterko, Ljubomyr (1911–1985), ukrainischer Schriftsteller, Dichter, Romancier, Dramatiker, Essayist, Drehbuchautor und Übersetzer
- Dmyterko, Mariusz (* 1979), polnischer ukrainisch-griechisch-katholischer Geistlicher, Weihbischof in Breslau-Koszalin
- Dmyterko, Sofron (1917–2008), ukrainischer Ordensgeistlicher, Bischof der Ukrainischen Griechisch-Katholischen Kirche in der Ukraine
- Dmytrenko, Chrystyna (* 1999), ukrainische Biathletin
- Dmytrenko, Dmytro (* 1973), ukrainischer Eiskunstläufer
- Dmytrenko, Hryhorij (* 1945), sowjetisch-ukrainischer Ruderer
- Dmytrenko, Ihor (1928–2009), ukrainisch-sowjetischer Tieftemperaturphysiker
- Dmytrenko, Jurij (* 1968), ukrainischer Biathlet
- Dmytrijew, Jurij (* 1946), sowjetischer Radrennfahrer
- Dmytrijew, Oleksandr (* 1987), ukrainischer Volleyballspieler
- Dmytriw, Nestor (1863–1925), ukrainischer griechisch-katholischer Priester, Autor und Übersetzer
- Dmytruk, Anastassija (* 1991), ukrainische Dichterin
- Dmytruk, Peter (1920–1943), kanadischer Soldat und Mitglied der Résistance
- Dmytruszyński, Maciej (* 1980), polnischer Handballspieler und -trainer
- Dmytryk, Edward (1908–1999), US-amerikanischer FilmregisseurEdward Dmytryk (1908–1999)

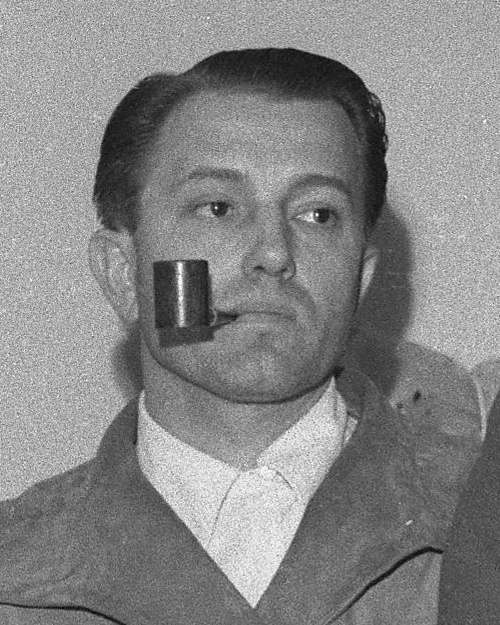
Edward Dmytryk (1908–1999)

- Dmytryschyn, Diana (* 2002), ukrainische Handballspielerin